# Todd Tiahrt
William Todd Tiahrt est un homme politique américain né le 15 juin 1951. Membre du Parti républicain, il est élu pour la Kansas à la Chambre des représentants des États-Unis de 1995 à 2011.

## Biographie
Diplômé de l'Evangel College (en) de Springfield en 1975, Todd Tiahrt commence une carrière de professeur. Il obtient un MBA de l'université Southwest Missouri State en 1989 et travaille par la suite chez Boeing.
Après s'être présenté sans succès à la Chambre des représentants des États-Unis en 1990, Tiahrt est élu au Sénat du Kansas en 1992.
En 1994, il est à nouveau candidat à la Chambre des représentants fédérale en faisant principalement campagne contre l'avortement et le contrôle des armes à feu. Profitant notamment de la révolution républicaine, il bat le populaire démocrate sortant Dan Glickman, avec 53 % des suffrages. Au Congrès, il représente le 4e district autour de Wichita. Il est une cible des démocrates lors des élections de 1996 mais bat le procureur des États-Unis Randy Rathbun (50,1 % contre 46,6 %). Il est reconduit avec 58,3 % des voix en 1998, 54,4 % en 2000 puis avec toujours plus de 60 % des suffrages à partir de 2002.
En 2010, Tiahrt quitte la Chambre des représentants pour se présenter aux élections sénatoriales. Après une campagne négative entre candidats conservateurs, il perd la primaire républicaine face à son collègue Jerry Moran (45 % des voix contre 50 %).
En 2014, il tente de reconquérir son ancien siège face à son successeur, le républicain Mike Pompeo. Pompeo remporte facilement la primaire avec 63 % des suffrages contre 37 % pour Tiahrt. Pompeo est nommé directeur de la CIA par le président Donald Trump fin 2016. Tiahrt est candidat à l'investiture républicaine pour lui succéder, mais il termine en troisième position de la convention spéciale de février 2017, derrière le trésorier du Kansas Ron Estes et l'ancien directeur de campagne de Trump Alan Cobb.

## Positions politiques
Selon Congressional Quarterly, Tiahrt est un républicain « conservateur sur les questions fiscales et sociales, dont les convictions religieuses influencent fortement les opinions politiques ».